# 1942 en Norvège
Chronologie de la Norvège
- 1938
- 1939
- 1940
- 1941
- 1942
- 1943
- 1944
- 1945
- 1946

Cet article présente les faits marquants de l'année 1942 en Norvège ou relatifs à la Norvège.

## Gouvernance
- Haakon VII est roi de Norvège.
- Le Gouvernement Johan Nygaardsvold est réfugié à Londres.
- Josef Terboven est le Reichskommissar jusqu'au 1 février. Vidkun Quisling lui succède comme chef du  gouvernement.

## Événements
- En 1942, le nombre de soldats allemands en Norvège atteint 250 000[1].
- 1er février : le national-socialiste Vidkun Quisling est nommé Premier ministre en Norvège par le commissaire du Reich[2].
- 26 et 27 octobre : 260 hommes juifs sont raflés à Oslo[3].
- 25 et 26 novembre : arrestation et internement de tous les juifs restant à Oslo. Ils sont ensuite déportés en Allemagne sur un navire réquisitionné par le gouvernement Quisling, le Donau; puis conduits au camp d'Auschwitz-Birkenau[3].

## Naissances
- Naissance en Norvège en 1942

## Décès
- Décès en Norvège en 1942